# نوگاردو
نوگاردو (به ایتالیایی: Nogaredo) یک کومونه در ایتالیا است که در ترنتینو واقع شده‌است.

## خصوصیات
نوگاردو ۳٫۶ کیلومترمربع مساحت و ۱٬۷۴۷ نفر جمعیت دارد.

## خواهرخوانده
شهر Bento Gonçalves, Rio Grande do Sul خواهرخواندهٔ نوگاردو هست.